# Октябрь. Сбор картофеля
«Октябрь» или «Сбор картофеля» (фр. Saison d'octobre, récolte des pommes de terre, англ. Season of October: The potato gatherers) — картина, написанная  в 1878 году французским художником Жюлем Бастьен-Лепажем (Jules Bastien-Lepage, 1848—1884). Принадлежит Национальной галерее Виктории в Мельбурне. Размер картины — 180,7 × 196 см. Также употребляется название «Женщина, собирающая картофель».

## Описание
Жюль Бастьен-Лепаж писал эту картину в своей родной деревне Данвиллер, расположенной на северо-востоке Франции, в департаменте Мёз в Лотарингии. Название деревни (Damvillers) написано в левом нижнем углу картины прямо над подписью художника.
На картине показано простирающееся вдаль поле, на котором проходит уборка картофеля. На переднем плане изображена крестьянка, которая пересыпает собранный картофель из плетёной корзины в мешок. Позади неё, в правой части картины находится другая женщина, собирающая картофель в корзину. Вдали видны фигуры других крестьян. Всё это происходит в пасмурный осенний день, небо затянуто облаками. Как и на другой картине крестьянского цикла Бастьен-Лепажа «Сенокос», линия горизонта на холсте расположена довольно высоко.

## История
Картина была представлена публике на Парижском салоне 1879 года. Вскоре после смерти художника, в 1885 году, картина была приобретена его братом, скульптором Эмилем Бастьен-Лепажем (Émile Bastien-Lepage, 1854—1938).
С 1897 года картина находилась в коллекции Джорджа Маккаллоха (George McCulloch, 1848—1907) — австралийского предпринимателя, который в начале 1890-х годов переехал в Лондон и собирал там галерею живописных произведений. В 1907 году, после его смерти, картина перешла к Мэри Куттс Мичи (Mary Coutts Michie), его вдове. В октябре 1927 года картина была приобретена австралийским фондом Felton Bequest, основанным на средства, завещанные Альфредом Фелтоном (Alfred Felton, 1831—1904), а в 1928 году она была передана в Национальную галерею Виктории. 

## Отзывы
Художник Василий Суриков так отзывался об этой картине в письме Павлу Чистякову, написанном в конце декабря 1883 года:
Живу теперь в Париже. Приехал я сюда посмотреть 3-годичную выставку картин французского искусства. Встретил я на ней мало вещей, которые бы меня крепко затянули. <...> Но, оставив все это, я хочу поговорить о тех немногих вещах, имеющих истинное достоинство. Возьму картину Бастьен-Лепажа «Женщина, собирающая картофель». Лицо и нарисовано и написано как живое. Все написано на воздухе. Рефлексы, цвет, дали, все так цельно, не разбито, что чудо. Другая его вещь, «Отдых в поле», слабее.